# Гулёв, Сергей Константинович
Сергей Константинович Гулёв (род. 29 ноября 1958 года) — российский физик, климатолог. Член-корреспондент РАН (2011), академик РАН (2025), доктор физико-математических наук, профессор кафедры океанологии географического факультета МГУ. Заведующий лабораторией Института океанологии им. П. П. Ширшова РАН.

## Биография
Окончил географический факультет МГУ по специальности «океанология» (1980).
С 1980 по 1993 годы — работал в Государственном Океанографическом институте (ГОИН) РОСГИДРОМЕТа.
В 1986  году — защитил кандидатскую диссертацию, тема: «Крупномасштабное тепловое взаимодействие Северной Атлантики с атмосферой».
С 1994  года — заведующий Лабораторией взаимодействия океана и атмосферы и мониторинга климатических изменений Института океанологии РАН.
В 1997  году — защитил докторскую диссертацию, тема: «О взаимодействии океана и атмосферы на различных пространственно-временных масштабах».
В 2011 году — избран членом-корреспондентом РАН.
В 2025 году — избран академиком РАН.
Член клуба «1 июля».

## Научная деятельность
Крупный специалист в области взаимодействия океана и атмосферы, морской метеорологии и динамики климата.
Им получены фундаментальные результаты в исследованиях процессов взаимодействия океана и атмосферы на различных пространственно-временных масштабах, были спланированы и организованы уникальные эксперименты НЬЮФАЭКС-88 и АТЛАНТЭКС-90.
В 1996—1998  годах впервые построил климатологию ветрового волнения для Северной Атлантики, основанной на попутных наблюдениях, позволившая оценить потоки импульса, связанные со взаимодействием ветра и волн, и впервые показать различные механизмы, управляющие изменчивостью ветровых волн и зыби. Впоследствии такая климатология была построена для всего Мирового океана за столетний период. Это один из наиболее широко используемых сегодня в морской климатологии продуктов, позволивший впервые выполнить оценки столетних трендов ветрового волнения, вошедшие 4-й отчет IPCC.
Под его руководством была создана лучшая на сегодняшний день климатология параметров циклонической активности, построены численные методологии идентификации циклонов, широко используемые в мире, и исследована климатическая изменчивость циклогенеза, в том числе под влиянием процессов взаимодействия океана и атмосферы. Это позволило обнаружить и объяснить сдвиг траекторий циклонов над Атлантико-Европейским сектором в 1980-х гг. 20-го века — один из самых значимых климатических феноменов, связанных с Северо-Атлантическим колебанием.
В последние годы выполнены исследования циклогенеза в моделях среднесрочного прогноза Европейского центра среднесрочных прогнозов, позволившие существенно улучшить прогнозы погоды на средние сроки, а также получены фундаментальные результаты в области замыкания энергетического баланса поверхности океана.
Им получен и обоснован новый класс функций распределения для тепловых потоков, позволивший эффективно интегрировать потоки турбулентного теплообмена над океаном. Сами по себе эти функции являются достижением в математической статистике, а их приложение к процессам теплообмена позволило построить климатологию потоков океан-атмосфера нового поколения.
Автор или соавтор более 150 научных работ, в том числе 3 монографий.
Под его руководством защищено 7 кандидатских диссертаций в России и 2 диссертации PhD в Германии и Франции.
Читает курсы взаимодействия океана и атмосферы, турбулентности и динамической метеорологии в Московском Университете и Университете Киля (Германия), является лектором многих международных школ.

### Научно-организационная деятельность
- председатель Атлантической панели по изменениям климата MOK ЮНЕСКО (1993—1995);
- возглавлял Рабочую группу по потокам океан-атмосфера Всемирной Климатической Программы (1996—2001);
- начиная с 2001 года — член, а с 2004  года — офицер Объединённого Научного Комитета Всемирной Климатической Программы — высшего консультативного органа в области климатических исследований;
- член Управляющего комитета программы SOLAS Международной геосферно-биосферной программы (с 2006 года).

## Награды
- Благодарность Президента Российской Федерации (5 февраля 2024 года) — за заслуги в развитии отечественной науки, многолетнюю плодотворную деятельность и в связи с 300-летием со дня основания Российской академии наук[3]